# Зеленин (посёлок)
Зеленин — поселок в Севском районе Брянской области в составе Чемлыжского сельского поселения.

## География
Находится в юго-восточной части Брянской области на расстоянии приблизительно 13 км на север-северо-запад по прямой от районного центра города Севск.

## История
Упоминается с XIX века как хутор. В 1866 году здесь (хутор в Севском уезде Орловской губернии) было учтено 5 дворов. На карте 1941 года отмечен был как поселение с 11 дворами.

## Население
Численность населения: 35 человек (1866 год), 126 (1926), 7 (русские 100 %) в 2002 году, 6 в 2010.